# Witryna (mebel)

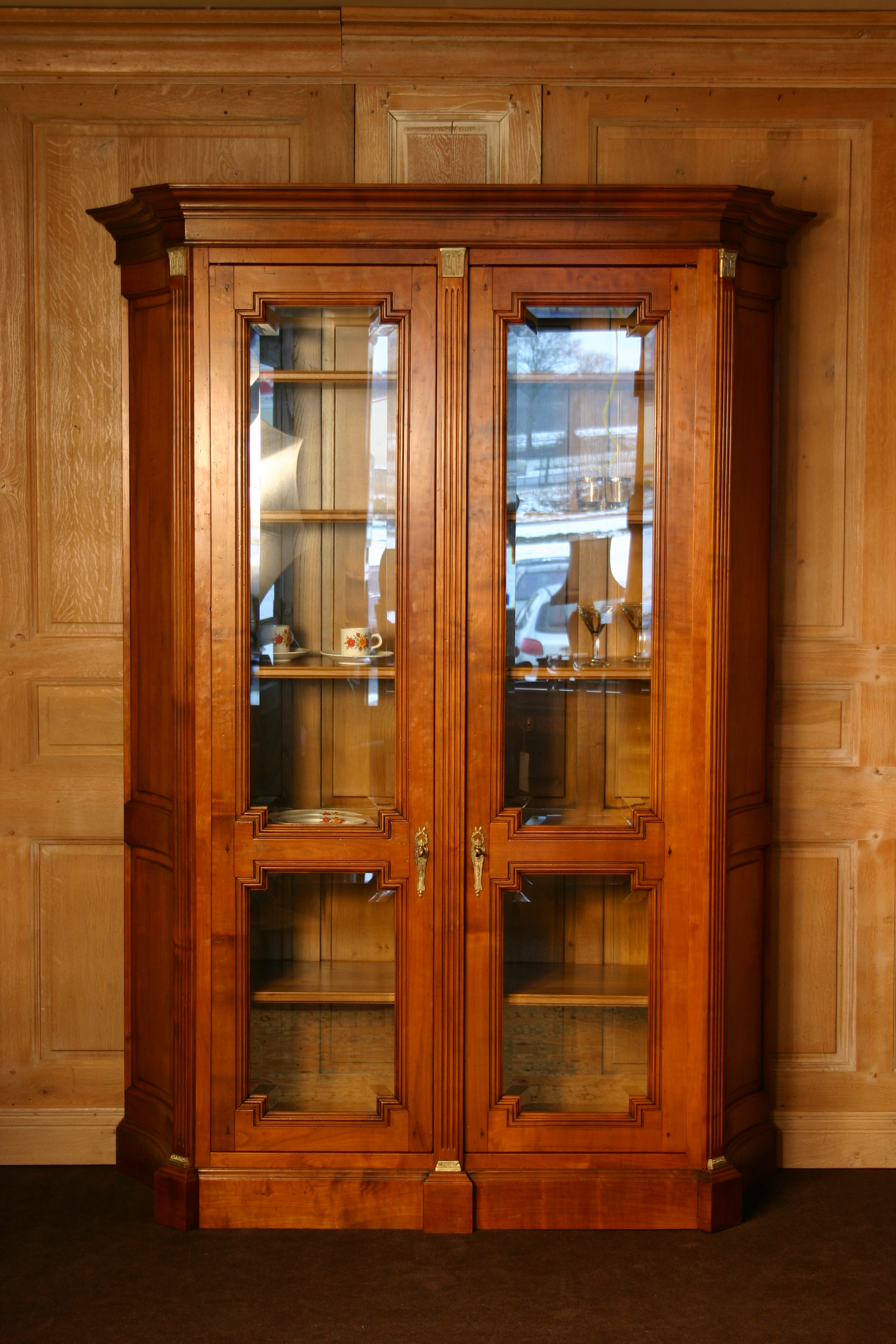
Witryna

Witryna (fr. vitrine) - oszklona z przodu szafka do ekspozycji cennych, drobnych wyrobów sztuki zdobniczej, a także przedmiotów ze szkła i porcelany. Może występować jako wolno stojąca, może również być zawieszona lub występować w formie nastawy na innym meblu.
Pojawiła się w poł. XVIII wieku, w okresie klasycyzmu, początkowo we Francji i Anglii. Jej popularność związana była z modnym w tym czasie kolekcjonerstwem porcelany i drobnych przedmiotów (np. pamiątek z podróży).
Współcześnie witryną określa się też przeszkloną ze wszystkich stron gablotę.